# Введенка (Костанайская область)
Введенка (каз. Введен) — село в Мендыкаринском районе Костанайской области Казахстана. Административный центр Введенского сельского округа. Село расположено на левом берегу реки Тобол. Находится примерно в 36 км к северо-западу от районного центра, села Боровского. Код КАТО — 395643100.

## История
Название село получило по Введенской церкви. В 1910 году в Введенке насчитывалось 246 дворов, 2188 жителей.
С 8 мая 1944 года до 27 ноября 1957 года Введенка была центром Введенского района Кустанайской области, куда входили также Акжарский, Алешинский, Введенский, Каменский, Надеждинский и Тобольский сельские советы.

## Население
В 1999 году население села составляло 1581 человек (790 мужчин и 791 женщина). По данным переписи 2009 года в селе проживали 1052 человека (526 мужчин и 526 женщин). По данным переписи 2021 года, в селе проживал 701 человек (347 мужчин и 354 женщины).

## Известные люди
В селе родились:
- Леонид Телятников — Герой Советского Союза.
- Серик Султангабиев — Герой России